# Motilitätspsychose
Motilitätspsychose ist eine zuerst von Carl Wernicke (1892, 1895) geprägte Bezeichnung. Die Bezeichnung wurde später von Karl Kleist, Ernst Fünfgeld und Karl Leonhard übernommen. Unterschieden wird eine akinetische von einer hyperkinetischen Form der Motilitätspsychose. Der Übergang von der akinetischen Form, bei der die Kranken starr und ohne zu sprechen im Bett liegen, in die hyperaktive Form kann sehr rasch erfolgen. Insofern besteht eine gewisse Ähnlichkeit mit der Katatonie. Außerdem besteht eine Neigung zur Periodizität und zum häufigen Wechsel der Phasen. Dies wiederum rückt das Krankheitsbild in die Nähe der zykloiden Psychosen mit eigenem Erbgang. Bei der hyperaktiven Form besteht eine vermehrte körperliche Aktivität im Kontrast zu verminderten sprachlichen Äußerungen der Betroffenen. Wichtig ist in diesem Zusammenhang auch die Bezeichnung Ausdruckskrankheit, die solche „Körpersprache“ als ein Mittel des Ausdrucks zu verstehen versucht, der eben dem Betroffenen mit Worten nicht möglich ist.
Von der Katatonie wird die Motilitätspsychose dadurch abgegrenzt, dass das Bewegungsrepertoire – anders als bei der Katatonie – nicht bizarr oder abnormal ist, sondern nur quantitativ verändert (das heißt entweder hyperaktiv oder hypoaktiv). Zudem treten im Verlauf einer Motilitätspsychose keine Residualien auf, welche für Katatonien typisch sind. Allerdings existiert zurzeit kein eigener DSM- oder ICD-Code für die Motilitätspsychose, und es ist unter Fachleuten strittig, ob Motilitätspsychose und Katatonie voneinander abzugrenzen sind, und ob das Krankheitsbild allgemein als Ausdruck einer Psychose anzusehen ist.